# کمپین (فیلم)
کمپین یا کارزار انتخاباتی فیلمی کمدی - سیاسی محصول سال ۲۰۱۲ به کارگردانی جی روچ، با بازی ویل فرل و زک گالیفیاناکیس است.